# Жилиці
Жилиці (пол. Żylice, нім. Schlitze) — село в Польщі, у гміні Равич Равицького повіту Великопольського воєводства.
Населення — 190 осіб (2011).
У 1975-1998 роках село належало до Лешненського воєводства.

## Демографія
Демографічна структура станом на 31 березня 2011 року:
|          | Загалом | Допрацездатний вік | Працездатний вік | Постпрацездатний вік |
| -------- | ------- | ------------------ | ---------------- | -------------------- |
| Чоловіки | 101     | 29                 | 58               | 14                   |
| Жінки    | 89      | 23                 | 51               | 15                   |
| Разом    | 190     | 52                 | 109              | 29                   |